# Vordersdorf
Vordersdorf ist ein Dorf, Ortschaft und Katastralgemeinde in der Gemeinde Wies, Bezirk Deutschlandsberg, Steiermark. Die Ortschaft hat 404 Einwohner (Stand 1. Jänner 2024). Bis Ende 1968 war Vordersdorf eine eigenständige Gemeinde.
Die Ortschaft westlich von Wies befindet sich im Tal der Weißen Sulm und besteht aus den Ortsteilen Haiden, Kraß, Oberkraß, Unterkraß und Wolfgruben.
Mit 1. Jänner 1969 wurde Vordersdorf nach Wies eingemeindet.

## Persönlichkeiten
- Franz Kraus (1927–2016), Lehrer, Volksschuldirektor, Heimatkundler und Politiker